# Зицер, Емельян Ушерович
Емельян Ушерович Зицер (10 декабря 1905, Вена — 1955, Москва) — советский учёный-правовед, кандидат юридических наук, доцент, один из основоположников советской криминалистики.

## Биография
Емельян Ушерович Зицер родился 10 декабря 1905 года в Вене. Его отец учился там на врача, а мать работала учительницей. Позже, в 1906 году, вместе с семьей переехал в Харьков, затем, после революции, вслед за отцом, который работал врачом красногвардейского подрывного состава железнодорожников, в Царицын.
- 1929 год — 1921 год — один из организаторов комсомола в Царицыне, политрук комсомольского отряда по борьбе с бандитизмом при ЧК.
- 1925 год — 1929 год — учёба на факультете права и хозяйства Саратовского государственного университета.
- 1925 год — 1928 год — сотрудник регистрационно-дактилоскопического отделения угольного розыска.
- 1928 год — 1931 год — начальник научно-технического отделения уголовного розыска, преподаватель криминалистики в 5-й школе административно-милицейских работников и Саратовском государственном университете.
- 1930 год — 1935 год — учёба на заочном отделении Московского химического института имени Д. И. Менделеева.
- 1931 год — 1932 год — преподаватель Центральной высшей школы милиции НКВД.
- 1932 год — 1935 год — научный сотрудник Института уголовной политики НКЮ и прокуратуры СССР.
- 1934 год — 1941 год — доцент кафедры судебного права Московского юридического института.
- 1938 год — защита диссертации на соискание учёной степени кандидата юридических наук на тему «Возникновение и основные этапы развития буржуазной криминалистики», однако её текст не сохранился.
- 1941 год — 1945 год — в эвакуации. В этот период преподает в ряде юридических вузов СССР (Саратовский филиал ВЮЗИ, Саратовский юридический институт имени Д. И. Курского, Ленинградский юридически институт (г. Джамбул)).
- 1945 год — утверждён в учёном звании доцента.
- 1950 год — 1955 год — руководитель криминалистической лаборатории ВНИИ криминалистики Прокуратуры СССР. Незадолго до смерти представил на защиту диссертацию на соискание учёной степени доктора юридических наук на тему «Судебно-графическая экспертиза», но защитить её не успел.

Умер в 1955 году в Москве.

## Семья
- Отец — Зицер, Ушер — врач.
- Дочь — Зицер, Нора Емельяновна (1935—1998) — физик, преподаватель Московского электротехнического института связи[1].

## Научная деятельность
Сферу научных интересов доцента Зицера составляли проблемы криминалистики и судебной экспертизы. В 1934 году организовал и возглавил первую в СССР вузовскую криминалистическую лабораторию. Один из первых в СССР научно обосновал определение предмета криминалистики и ее систему.
Является автором нескольких десятков научных работ по криминалистике и судебной экспертизе, среди которых несколько монографий и учебников для вузов, которые во многом являются актуальными и в настоящее время. Является соавтором первого в СССР учебника по криминалистике, изданного в 1935 году. Его работа «Наиболее устойчивые признаки почерка» была вновь опубликована в 2015 году в Вестнике Университета имени О. Е. Кутафина.

## Некоторые публикации

### Монографии, учебные пособия
- Зицер Е. У. Монодактилоскопия (Система Семеновского). — 1930.
- Бобров Н., Громов В., Голунский С., Зицер Е., Потапов С., Якимов И. Криминалистика. Книга 1. Техника и тактика расследования преступлений. Учебник для слушателей правовых вузов / Под ред. А. Я. Вышинского, Общ. ред. Б. С. Ошеровича, М. С. Стрговича. — М., 1935. — 252 с. — 16 000 экз.
- Зицер Е. У. и др. Экспертиза мастичных пломб. — 1939.
- Коллектив авторов. Настольная книга следователя / Под общ. ред. Н. Г. Сафонова. — М.: Госюриздат, 1949. — 879 с.

### Статьи
- Зицер Е. У. О судебной экспертизе документов. — 1937.
- Зицер Е. У. Возникновение и основные этапы развития буржуазной криминалистики // Ученые записки. Вып. 3. — М.: Юрид. изд-во НКЮ СССР, 1941. — С. 28-29.
- Зицер Е. У. Возникновение и развитие советской криминалистической экспертизы // Ученые записки. Ученые записки МЮИ. Вып. 4. — М., 1948. — С. 139—145.
- Зицер Е. У. Наиболее устойчивые признаки почерка // Вестник Университета имени О. Е. Кутафина (МГЮА) : научный журнал. — 2015. — № 12 (16). — С. 191—194. — ISSN 2311-5998.